# 마이클 에릭 레이드
마이클 에릭 레이드(Michael Eric Reid, 1992년 12월 31일 ~ )는 미국의 배우, 텔레비전 배우이다.

## 영화
- 더 오너 팜 (2017년)
- 마마보이 (2016년)
- 더 펀하우스 매서커 (2015년)
- 빅토리어스 (2010년)
- 페임 (2009년)
- 미스 가이디드 (2008년)